# Коли любов розправляє крила
Коли любов розправляє крила (англ. When Love Took Wings) — американська короткометражна кінокомедія Роско Арбакла 1915 року.

## Сюжет
У батька дівчини серйозна проблема: відразу три претенденти просять руки його дочки, а він не може визначитися, кого вибрати.

## У ролях
- Роско ’Товстун’ Арбакл — Фатті
- Хелен Карлайл — дівчина
- Френк Гейз — батько дівчини
- Аль Ст. Джон — Хенк, суперник Фатті
- Джо Бордо — суперник Фатті
- Тед Едвардс — міністр
- Глен Кавендер — поліцейський